# Алексеев, Андрей Иванович
Андре́й Ива́нович Алексе́ев (15 декабря (2 декабря ст. ст.) 1897, Санкт-Петербург — 21 января 1980, Ленинград) — профессиональный революционер-коммунист, русский советский театральный режиссёр и педагог, писатель, один из первых в СССР организаторов и руководителей самодеятельных художественных коллективов; на основе сценической теории К. С. Станиславского создавший уникальную систему обучения театральному мастерству непрофессиональных актёров.

## Биография
Родился 15 декабря (2 декабря ст. ст.) 1897 г. в Санкт-Петербурге, столице Российской Империи.
А. И. Алексеев — внебрачный сын главы древней княжеской фамилии; и до 1911 года он под началом своего отца получал домашнее дворянское воспитание.
В 1910 году потомственный князь — отец А. И. Алексеева — официально признал Андрея Алексеева своим сыном.
В 1911 году внутрифамильные обстоятельства заставили князя Андрея покинуть родительский дом, и с этого времени в силу изменившихся бытовых, семейных условий Андрей Иванович Алексеев стал личным трудом обеспечивать свою жизнь.
Отныне и до последних лет жизни Андрей Иванович Алексеев был вынужден тщательно скрывать от всех своё дворянское происхождение.
Трудовой путь начал учеником токаря (затем токарем) на заводе «Айваз», который находился на Васильевском острове (Волховский переулок, 4) в Санкт-Петербурге. На заводе сразу активно включился в революционную деятельность на политической платформе партии большевиков, и через год, в ноябре 1912 года, был принят большевистской организацией завода в члены партии РСДРП(б); партийный псевдоним А. И. Алексеева — «Гривенник».
С осени 1912 года и до Октября 1917 года А. И. Алексеев вёл многогранную подпольную партийную — РСДРП(б) — работу и в столице Российской Империи, и в армии; на действительную военную службу А. И. Алексеев был призван весной 1916 года рядовым в 180-й запасной пехотный полк, который дислоцировался в столице России до весны 1917 года.

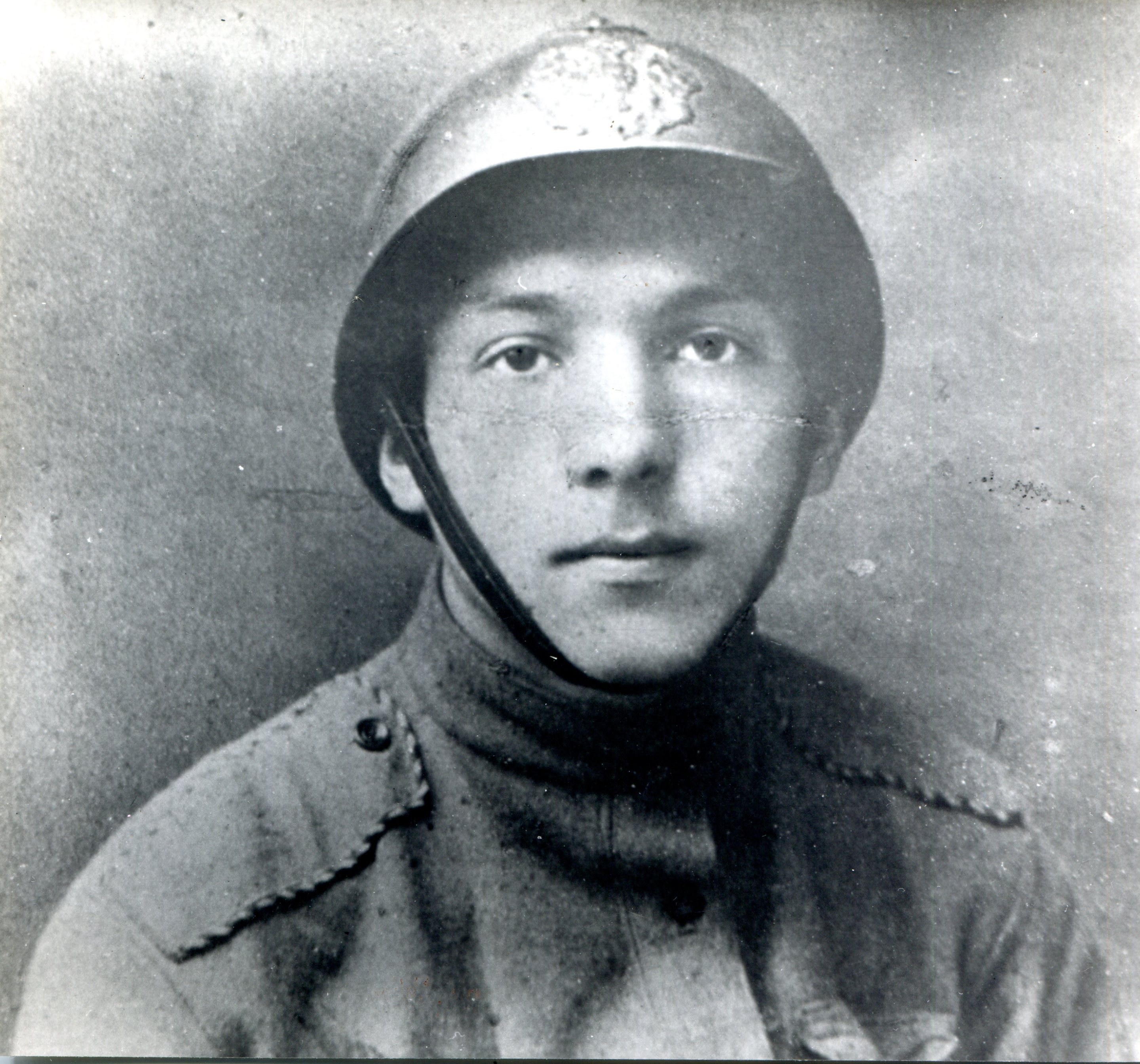
А. И. Алексеев, I Мировая война.

А. И. Алексеев — участник Февральской революции 1917 года в Петрограде.
С весны 1917 года — на Юго-Западном фронте Первой мировой войны рядовым 199-го Кронштадтского полка 11-й армии.
В июне 1917 года принимал участие в I съезде Советов и Всероссийской конференции военных организаций РСДРП(б) в Петрограде.
В декабре 1917 года на армейском съезде Андрей Иванович Алексеев большевиками 11-й армии был избран членом ВЦИКа II созыва; и с обретёнными политическими полномочиями А. И. Алексеев вновь прибыл в Петроград.
По личному поручению В. И. Ленина и с мандатом от ВЦИКа в конце декабря 1917 года А. И. Алексеев выехал из Петрограда в город Петрозаводск с целью установления в Олонецкой губернии Советской власти и ликвидации угрозы отделения Карелии от Советской России (курс на отделение Карелии от России в то время проводил Исполнительный комитет Олонецкого губернского совета крестьянских, рабочих и солдатских депутатов под председательством меньшевика В. М. Куджиева).

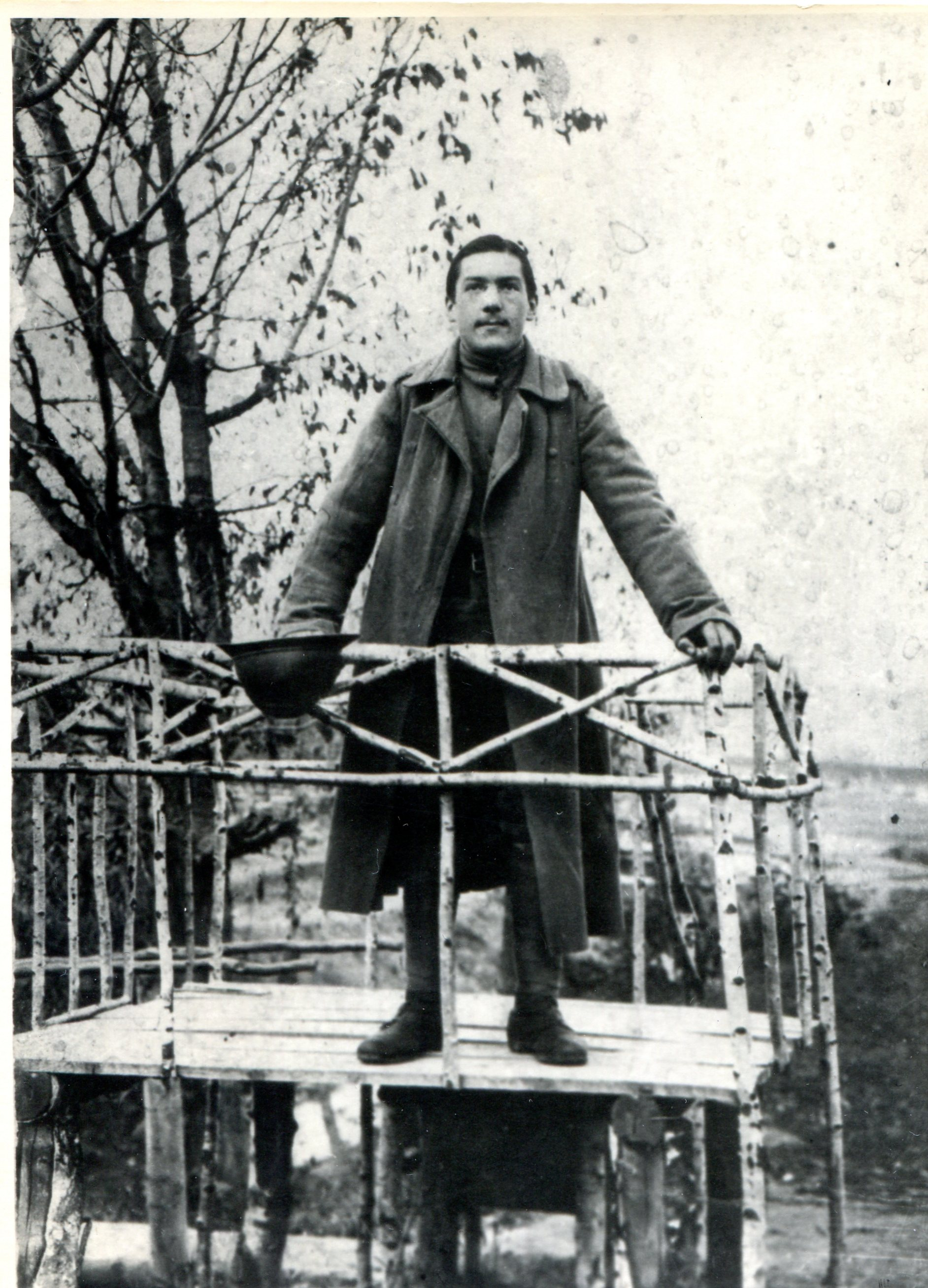
А. И. Алексеев, Карелия, 1918 год

Там же, в Петрозаводске, параллельно с партийной и государственной работой А. И. Алексеев организовал передвижной народный театр.
Осенью 1918 года, когда Советская власть и в Петрозаводске, и на местах была установлена, а угроза отделения Карелии от Советской России была ликвидирована, прибыл в Москву с отчётом В. И. Ленину и Я. М. Свердлову о выполнении партийного поручения.
В ноябре 1918 года был направлен ВЦИКом в Красную Армию в распоряжение Политотдела Южного Фронта, затем — в 40-ю Богучаровскую дивизию инструктором агитационного отдела.
В должности инструктора агитационного отдела 40-й Богучаровской дивизии А. И. Алексеев организовал самодеятельный армейский театр и руководил им; этот театр со сценическими представлениями агитационного и воспитательного характера выступал перед солдатами и населением.
В августе 1920 года был демобилизован в звании старшего политрука, и направлен ВЦИКом в Петроград, где встал на учёт в городском Союзе работников искусств (Рабис).
С начала 20-х годов вёл в Петрограде-Ленинграде энергичную культурную, образовательную деятельность среди рабочих и служащих, юношества: основывал заводские и фабричные клубы, а при них самодеятельные творческие коллективы, создавал в Домах Культуры просветительские выставки, устраивал различные тематические лекции. А. И. Алексеев автор и организатор многих массовых праздничных театрализованных городских представлений.
В это же время и параллельно с культурно-массовой работой — слушатель различных научно-практических специальных курсов по организации клубной художественно-театральной деятельности.
А. И. Алексеев с 20-х годов и до конца жизни постоянно, систематически повышал квалификацию, занимался самообразованием.
В 1925—1927 годах А. И. Алексеев — Председатель ленинградского Горкома клубных руководителей.
В 1928 году организовал в Обществе Друг Детей (ОДД) театр и возглавил его в должности директора и художественного руководителя.
Организованный А. И. Алексеевым Театр ОДД являлся уникальным образовательно-воспитательным учреждением. В отличие от педагогической концепции А. С. Макаренко, который в это же время на Украине создавал для воспитания несовершеннолетних правонарушителей трудовые колонии, Андрей Иванович Алексеев самостоятельно разработал совершенно особый, единственный в стране, педагогический метод, целью, смыслом которого было посредством искусства и приобщения к многонациональным вековым культурным традициям всестороннее воспитание советской молодёжи.
Воспитанники А. И. Алексеева — бывшие беспризорники, самодеятельные юные артисты театра ОДД, — не только осваивали школьную программу под руководством учителей, но и через активную творческую, сценическую деятельность, возглавляемую и направляемую А. И. Алексеевым, приобщались к художественному литературно-театральному искусству, к богатому культурному наследию прошлого и таким образом воспитывались как личности, как граждане нового, социалистического общества. А. И. Алексеев создал в ОДД не колонию для бывших малолетних уголовников, а подлинный подростково-юношеский театр, который свою творческую (и хозяйственную) деятельность осуществлял в условиях объединённой одной целью самоуправляющейся общины (в то время говорили — коммуны).
Под руководством А. И. Алексеева самодеятельные артисты несколько лет совершенно свободно передвигались с театральными представлениями и в Ленинграде, давая спектакли на его различных малых сценах, и гастролировали в летнее время по ленинградской области.

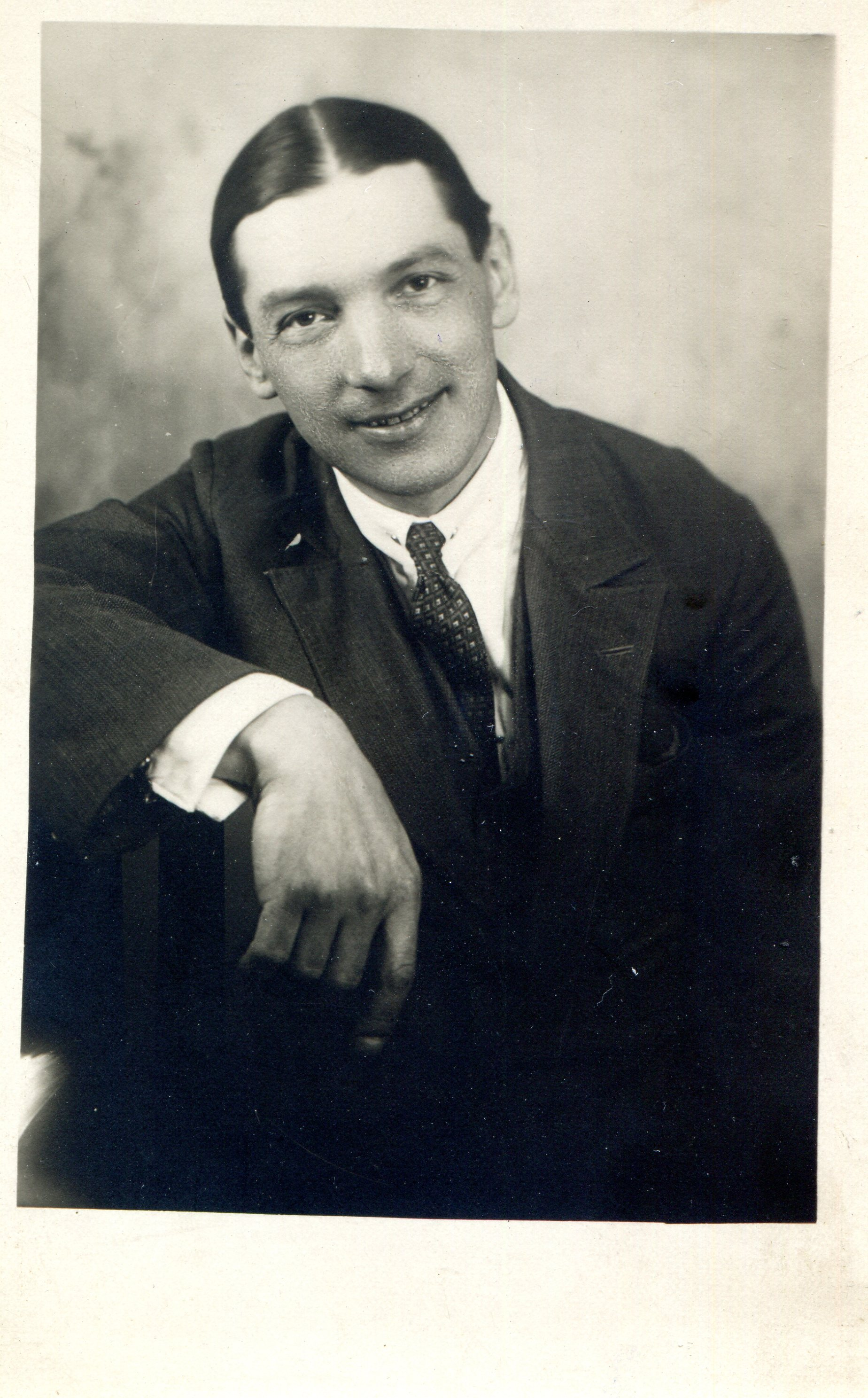
А. И. Алексеев, 30-е годы

Театр ОДД под руководством А. И. Алексеева был не только театральным творческим коллективом, но одновременно и физкультурной юношеской командой.
Воспитанники А. И. Алексеева вместе с педагогическим коллективом во время летних каникул самостоятельно с бытовой утварью и театральным реквизитом совершали пешие переходы из селения в селение, порой останавливаясь на несколько дней на берегу реки или озера для проведения спортивно-гимнастических мероприятий и репетиций.
И ни один воспитанник А. И. Алексеева из коллектива театра ОДД не убежал, не вернулся к прежней беспризорной жизни. Ни один воспитанник Театра ОДД не предал педагогических идей Андрея Ивановича Алексеева.
Многие воспитанники А. И. Алексеева, получив впоследствии профессиональное образование и трудовую специальность, обретя семьи, не прекращали поддерживать добрые, признательные отношения со своим Учителем до конца его дней.
С 1932 года А. И. Алексеев вновь повышает профессиональную квалификацию в Коммунистической академии при ЦИК СССР (Ленинградское отделение).

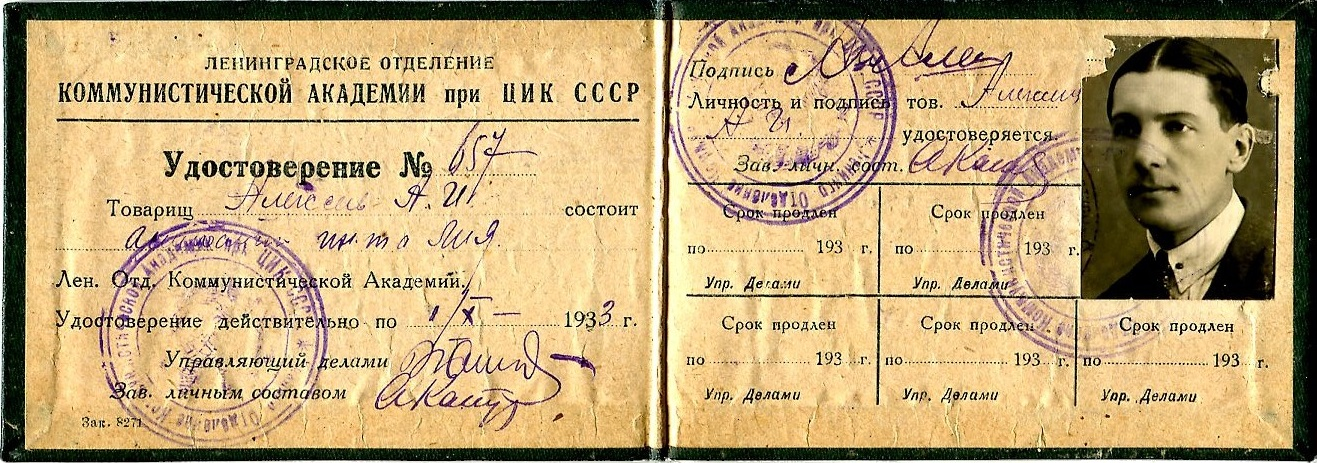
Удостоверение № 657 Алексеева А. И., слушателя Ленинградского отделения Коммунистической Академии при ЦИК СССР

С 1935 года А. И. Алексеев служит в Ленинградском Областном Совете Профессиональных Союзов (ЛОСПС) в должности культинспектора художественной самодеятельности.
Летом 1941 года, сразу после объявления Великой Отечественной войны, А. И. Алексеев добровольцем уходит на фронт.
Всю войну А. И. Алексеев (в начале войны — старший политрук, с 1943 года — майор) командовал 716 отдельным сапёрным батальоном, который был в подчинении НКВД.

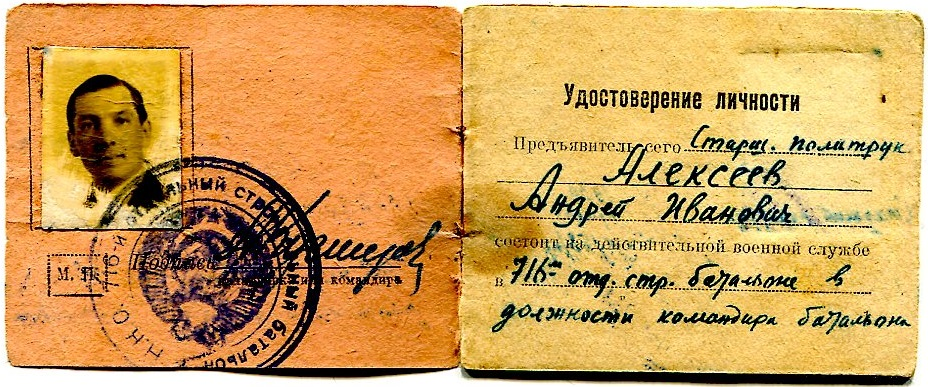
Удостоверение личности начальствующего состава РККА, Старшего политрука Алексеева А. И., 1941-й год.

С начала войны батальон под командованием А. И. Алексеева дислоцировался на Ленинградском, Волховском и Северо-Западном фронтах. Андрей Иванович Алексеев с солдатами своего батальона в это время выполняет ряд важных военных и правительственных задач.

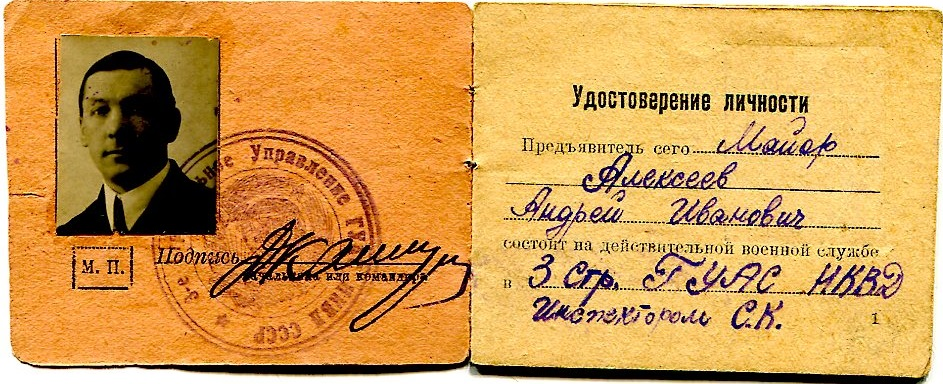
Удостоверение личности начальствующего состава РККА, Майора Алексеева А. И., 1943-й год.

С 1943 года батальон А. И. Алексеева в Казахстане в городе Гурьеве (ныне Атыра́у); там воины батальона под командованием А. И. Алексеева строили оборонный завод. Батальон А. И. Алексеева в это время насчитывал в своём составе 2000 бойцов и 4000 пленных итальянцев.
В городе Гурьеве А. И. Алексеев организует самодеятельный русско-казахский театр и как художественный руководитель возглавляет его.
В самом конце войны 716 отдельный сапёрный батальон под командованием А. И. Алексеева с правительственным заданием расквартирован в Грузии.
В 1946 году демобилизован из армии, в этом же году он возвратился в Ленинград.
С 1947 года и до выхода на пенсию — художественный руководитель самодеятельных творческих коллективов во Дворце Культуры им. А. М. Горького (Ленинград, пл. Стачек, д. 4).
Созданная под художественным руководством А. И. Алексеева балетная (взрослая) труппа Дворца Культуры им. А. М. Горького в 1950-е годы — лучший непрофессиональный театральный коллектив в Советском Союзе, в эти годы она была единственной в стране самодеятельной балетной труппой, выступавшей с классическим репертуаром и на основе канонов классического хореографического искусства.
А. И. Алексеев — лауреат Всесоюзного Фестиваля художественной самодеятельности, состоявшегося в Москве в 1951 году.

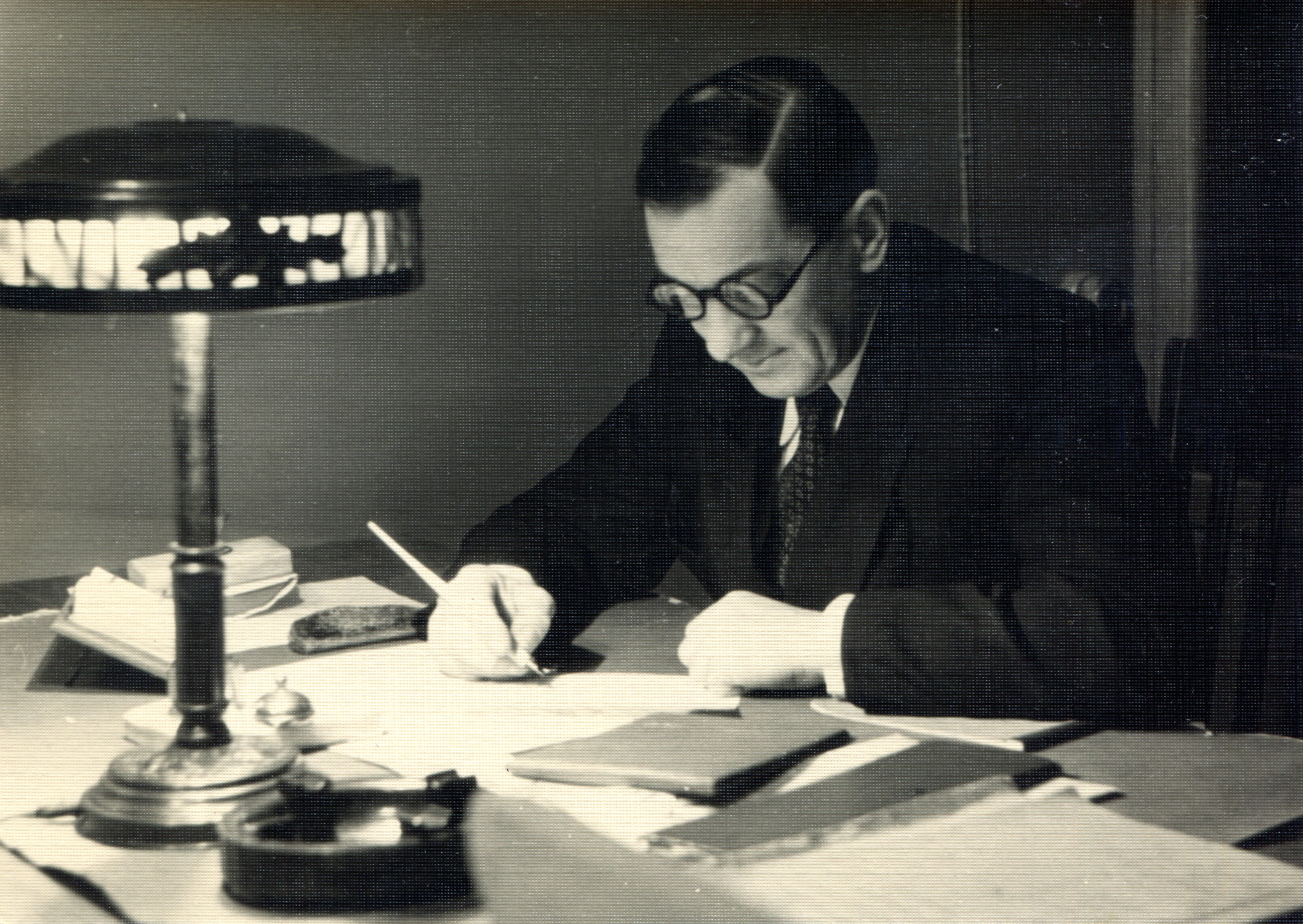
А. И. Алексеев — руководитель художественной самодеятельности ДК им. А. М. Горького.

С 1958 года — персональный пенсионер союзного значения.
Будучи на пенсии, А. И. Алексеев ведёт активную просветительскую и педагогическую деятельность: он постоянно выступает перед воинами, трудовой и учащейся молодёжью с историко-воспитательными лекциями, по мере сил продолжает участвовать в творческой жизни Дворца Культуры им. А. М. Горького, пишет мемуары.

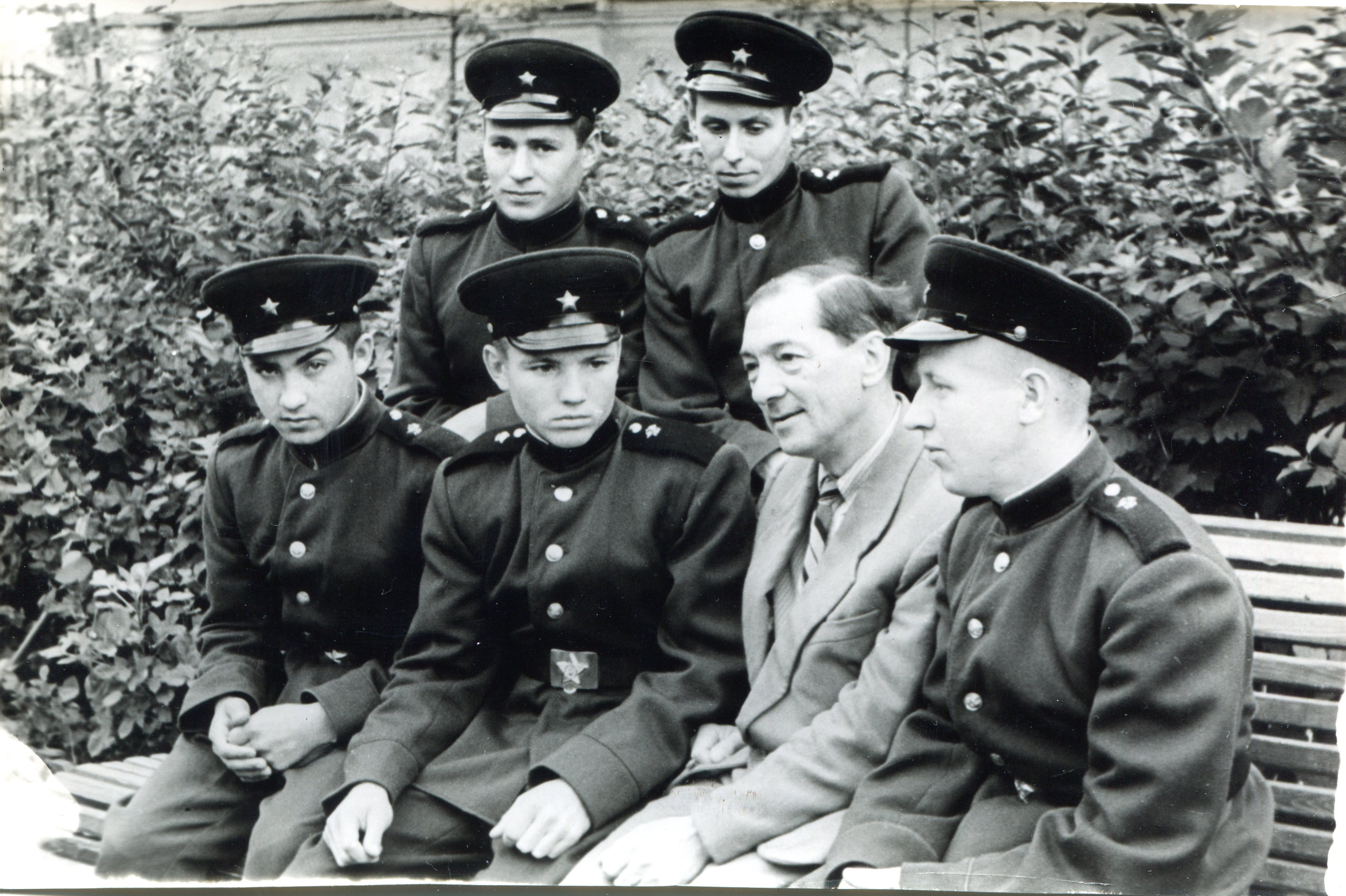
А. И. Алексеев с солдатами ленинградского гарнизона, 60-е годы.

Умер 21 января 1980 года. Похоронен в Ленинграде на Шуваловском кладбище.

## Награды
Награждён Орденом Ленина, Орденом Октябрьской революции и многими медалями.

## Литературные произведения А. И. Алексеева
- В борьбе за власть Советов // Воспоминания участников борьбы за установление Советской власти в Карелии. — Петрозаводск, 1957. — С. 25—30.
- Алексеев А. И. Встречи с вождём // Сборник «С Лениным вместе» (воспоминания, документы). — Карелия. — 2-е изд. — Петрозаводск, 1970. — 247 с. — С. 84—97.
- Алексеев А. И. Резолюция большевиков // Газета «Светлана» / Орган парткома, профкома, комитета ВЛКСМ и дирекции Ленинградского объединения электронного приборостроения «Светлана», 1977. — 6 апреля. — № 14 (4104—4109). — С. 6—7.
- Алексеев А. И. Эти годы забыть нельзя. — Л., 1981.